# Çaykara

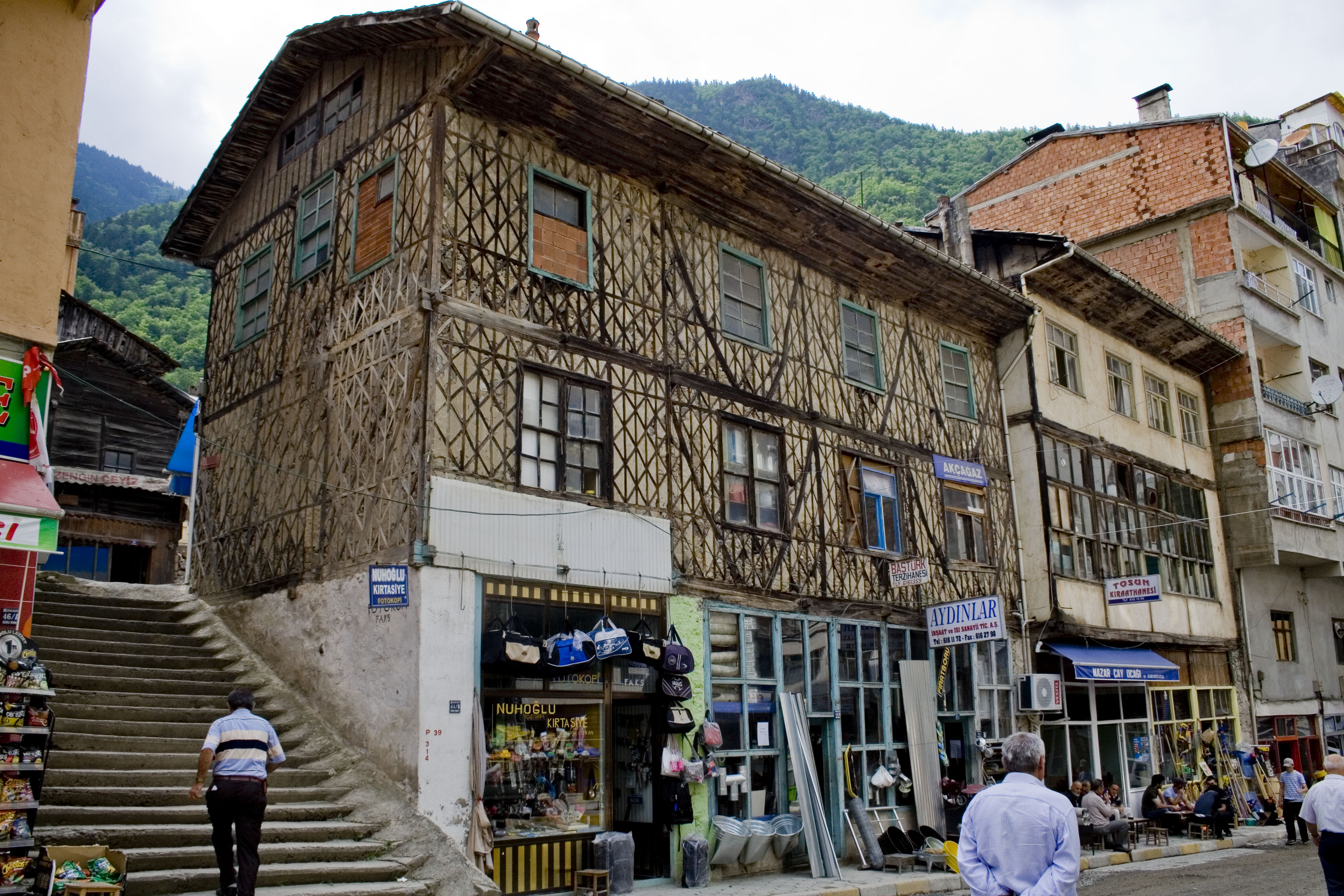
An old house in the Çaykara

Çaykara là một huyện thuộc tỉnh Trabzon, Thổ Nhĩ Kỳ. Huyện có diện tích 573 km² và dân số thời điểm năm 2007 là 14018 người, mật độ 24 người/km².